# Jean-Claude Brialy

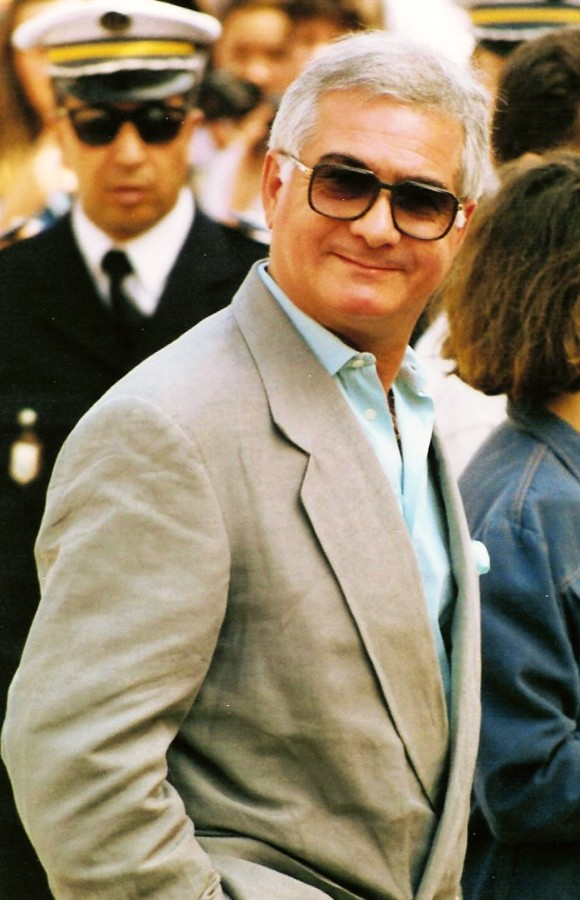
Jean-Claude Brialy no festival de Cannes, 1992

Jean-Claude Brialy  (Aumale, 30 de março de 1933 — Monthyon, 30 de maio de 2007) foi um ator, realizador e cenarista francês.
Jean-Claude Brialy tornou-se uma estrela no final da década de 1950, quando foi um dos mais prolíficos atores da Nouvelle Vague francesa. Trabalhou em filmes com importantes diretores da Nouvelle Vague, como Claude Chabrol, Éric Rohmer, Jean-Luc Godard, Louis Malle, François Truffaut, Agnès Varda e Jacques Rozier, bem como com outros diretores, como Roger Vadim, Claude Lelouch e Luis Buñuel. Ele foi também diretor de vários filmes, incluindo Églantine (1971).
Brialy faleceu em sua casa, aos 74 anos de idade, em consequência de uma doença prolongada.
Foi sepultado no Cemitério de Montmartre, Paris na França.

## Carreira

### Ator de cinema- filmografia
- 1956 - Elena et les hommes de Jean Renoir
- 1956 - Le Coup du berger de Jacques Rivette
- 1956 - La Sonate à Kreutzer de Éric Rohmer
- 1956 - Les Surmenés de Jacques Doniol-Valcroze
- 1957 - Une histoire d'eau de Jean-Luc Godard e François Truffaut
- 1957 - L'Ami de la famille
- 1957 - Méfiez-vous fillettes de Yves Allégret
- 1957 - Amour de poche de Pierre Kast
- 1957 - Le Triporteur de Jacques Pinoteau
- 1957 - Ascenseur pour l'échafaud de Louis Malle
- 1958 - Christine
- 1958 - Charlotte et Véronique, ou Tous les garçons s'appellent Patrick de Jean-Luc Godard
- 1958 - Paris nous appartient de Jacques Rivette
- 1958 - Les Amants de Louis Malle
- 1958 - Le Beau Serge de Claude Chabrol
- 1959 - Les Garçons (La Notte brava) de Mauro Bolognini
- 1959 - Le Bel Âge de Pierre Kast
- 1959 - Les Cousins de Claude Chabrol
- 1959 - Les Quatre Cents Coups de François Truffaut
- 1961 - Les Godelureaux, de Claude Chabrol
- 1961 - Adieu Philippine, de Jacques Rozier
- 1961 - Les lions sont lâchés
- 1961 - Les Amours célèbres
- 1961 - La Chambre ardente de Julien Duvivier
- 1961 - Une femme est une femme de Jean-Luc Godard
- 1961 - Le puits aux trois vérités
- 1962 - L'Avarice de Claude Chabrol (sketch do filme Les Sept Péchés capitaux)
- 1962 - Les Veinards
- 1962 - Le Glaive et la balance
- 1962 - Carambolages
- 1962 - Arsène Lupin contre Arsène Lupin
- 1962 - Le Diable et les dix Commandements
- 1962 - Cléo de 5 à 7
- 1963 - La Bonne Soupe
- 1964 - Un monsieur de compagnie
- 1964 - La Chasse à l'homme
- 1965 - Cent Briques et des tuiles
- 1965 - L'Amour tel qu'il est
- 1966 - Le Roi de cœur
- 1966 - Un homme de trop
- 1967 - Le Plus Vieux Métier du monde
- 1968 - La mariée était en noir de François Truffaut
- 1969 - Tout peut arriver
- 1970 - Le genou de Claire de Éric Rohmer
- 1972 - Un meurtre est un meurtre
- 1973 - Un amour de pluie
- 1974 - Le Fantôme de la liberté de Luis Buñuel
- 1975 - Catherine et compagnie
- 1975 - Le Juge et l'Assassin de Bertrand Tavernier
- 1976 - Barocco
- 1977 - Le Point de mire
- 1977 - Julie pot de colle
- 1977 - L'Imprécateur
- 1978 - Robert et Robert
- 1979 - Bobo Jacco
- 1980 - La Banquière
- 1980 - Les Uns et les Autres
- 1982 - La Nuit de Varennes
- 1982 - Édith et Marcel
- 1982 - Mortelle Randonnée
- 1983 - La Crime
- 1983 - Le Démon dans l'île
- 1983 - Cap Canaille
- 1983 - Sarah
- 1983 - Papy fait de la résistance
- 1984 - Le téléphone sonne toujours deux fois !!
- 1984 - Pinot simple flic
- 1985 - Le Mariage du siècle
- 1985 - Le Quatrième Pouvoir
- 1985 - L'Effrontée
- 1985 - Inspecteur Lavardin
- 1986 - Le Débutant de Daniel Janneau
- 1986 - Grand Guignol
- 1986 - Suivez mon regard
- 1987 - Le Moustachu
- 1987 - Lévy et Goliath
- 1987 - Maladie d'amour
- 1987 - Les Innocents. Jean-Claude Brialy recebe por este filme o César de melhor ator coadjuvante.
- 1989 - Comédie d'été
- 1989 - Ripoux contre ripoux
- 1990 - S'en fout la mort
- 1991 - Août
- 1992 - Tous les garçons
- 1994 - A Rainha Margot
- 1994 - Le Monstre
- 1995 - Les Cent et une nuits de Simon Cinéma
- 1995 - Beaumarchais, l'insolent
- 1995 - Les caprices d'un fleuve
- 1996 - Portraits chinois
- 1999 - L'Homme de ma vie
- 1999 - Les Acteurs
- 1999 - In extremis
- 1999 - Kennedy et moi
- 2000 - Nos jolies colonies de vacances, de Stéphane Kurc
- 2001 - Concurrence déloyale
- 2001 - C'est le bouquet !
- 2001 - Les filles, personne s'en méfie
- 2002 - La Demi-Mondaine amoureuse
- 2003 - Aimez-moi les uns les autres

### Ator de teatro
- 1959 - Les portes claquent de Michel Fermaud,  Théâtre Daunou
- 1962 - Un dimanche à New-York  de Norman Krasna
- 1965 - Madame Princesse de Félicien Marceau, Théâtre du Gymnase
- 1968 - La puce à l'oreille de Georges Feydeau, Théâtre Marigny
- 1971 - Le ciel de lit  de Jean de Hartog ; Colette, Théâtre du Palais-Royal
- 1974 - L'hôtel du libre échange Théâtre Marigny
- 1977 - Si t'es beau, t'es con de Françoise Dorin, Théâtre Hébertot
- 1980 - Madame est sortie de Pascal Jardin, Comédie des Champs-Élysées
- 1984 - Désiré de Sacha Guitry, Théâtre Edouard VII
- 1986 - Le nègre de Didier Van Cauwelaert, Théâtre des Bouffes-Parisiens
- 1989 - L'illusionniste de Sacha Guitry, Théâtre des Bouffes-Parisiens
- 1999 - Mon père avait raison de Sacha Guitry, cenário de Jean-Claude Brialy, turnê e Théâtre des Bouffes-Parisiens
- 1992 - La jalousie de Sacha Guitry cenário de Jean-Claude Brialy, Théâtre des Bouffes-Parisiens, Théâtre du Gymnase, Marseille Théâtre des Célestins, Lyon, Festival de Ramatuelle, turnê
- 1995 - Monsieur de Saint-Futile de Françoise Dorin, msc Jean-Luc Moreau, Théâtre des Bouffes-Parisiens, turnê
- 2005 - J'ai oublié de vous dire espetáculo de e com Jean-Claude Brialy.

### Ator de televisão
- 1966 - Anna
- 1980 - Arsène Lupin joue et perd (novela)
- 1982 - Mozart
- 1990 - C'est quoi ce petit boulot
- 1991 - Ferbac (série)
- 1992 - Lucas
- 2002 - Le hasard fait bien les choses
- 2002 - On ne choisit pas sa famille de François Luciani
- 2005 - Les Rois maudits (novela) de Josée Dayan
- 2006 - Monsieur Max de Gabriel Aghion

### Realizador
- 1971 - Églantine
- 1973 - Les Volets clos
- 1973 - L'Oiseau rare
- 1974 - Un amour de pluie
- 1979 - La Nuit de l'été (TV)
- 1981 - Les Malheurs de Sophie
- 1981 - Cinq-Mars (TV)
- 1983 - Un bon petit diable
- 1996 - Vacances bourgeoises (TV)
- 1997 - Georges Dandin de Molière (TV)
- 1998 - La Dame aux camélias (TV) com Christiana Reali
- 2003 - Les Parents terribles (TV)

### Cenarista
- 1971 - Églantine
- 1973 - L'Oiseau rare
- 1974 - Un amour de pluie
- 1981 - Cinq-Mars (TV)
- 1983 - Un bon petit diable
- 1998 - La Dame aux camélias (TV) com Christiana Reali

### Diretor de teatro
- Festival de théâtre d'Anjou
- Festival de théâtre de Ramatuelle